# Aesacus

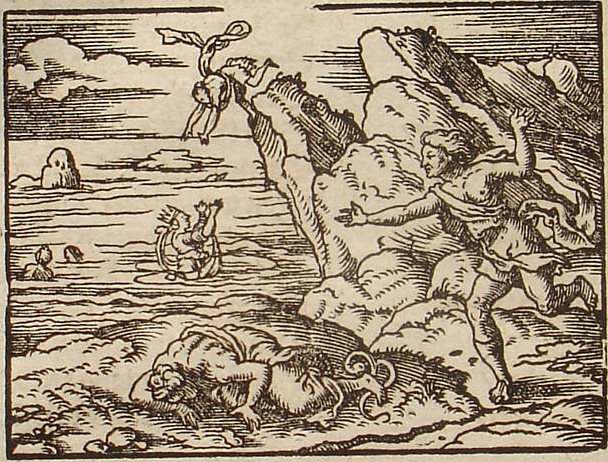
Aesacus en Hesperia, gravure van Virgil Solis voor boek XI van de Metamorphosen van Ovidius, 1563.

Aesacus was een zoon van koning Priamus van Troje en de nimf Arisbe van de rivier de Granicus. Aesacus vermeed Troje en bleef liever op het platteland.
Op een dag zag hij de nimf Hesperia van de rivier de Cebren, werd verliefd op haar en achtervolgde haar. Toen Hesperia vluchtte, werd ze gebeten door een slang en stierf. Aesacus, die niet meer wilde leven, sprong van een steile klif af de zee in, maar terwijl hij naar beneden dook, werd hij door Tethys in een vogel veranderd. Aesacus probeerde nog steeds naar beneden te duiken, maar bleef leven in de vorm van een duikende vogel.